# Phryxe nugax
Phryxe nugax là một loài ruồi trong họ Tachinidae.